# Маргарян, Аршалуйс Егишеевна
Не следует путать с Аршалуйс Акоповной Маргарян (род.1918) — армянской поэтессой и переводчиком.
Аршалуйс Егишеевна Маргарян (арм. Արշալույս Մարգարյան, Аршалуйс Маргарян; 13 июля 1924, Эривань — 11 июля 1987, Ереван) — советский филолог и литературовед, доктор филологических наук, профессор Ереванского государственного лингвистического университета им. В. Я. Брюсова. Специалист по советской литературе и В.Я. Брюсову, автор  большого количества научных статей, книги «Мариэтта Шагинян. Творческий путь» (1956), монографии «А. Ширванзаде и русская литература» (1960) и других литературоведческих изданий.

## Биография
Аршалуйс Маргарян родилась 13 июля 1924 года в Ереване. Отец, Егише Захарьевич Маргарян (1894—1954), был командиром Красной Армии; мать, Антико (Антигона) Николаева Маргарян (1898—1959) — учительницей математики. С шести лет маленькая Ачик, как её называли близкие, была определена в военный детсад, в 1932 году поступила в среднюю школу им. Пушкина.
В 1937 году был арестован, а впоследствии расстрелян родной дядя Аршалуйс, второй секретарь ЦК КП Армении Ашот Маргарян. В октябре 1941 года арестовали её отца, Егише Маргаряна. Отца освободили в декабре 1943 года по личному ходатайству его близкого друга, маршала И. Х. Баграмяна. Вернулся Егише Захарьевич живым, но физически очень нездоровым человеком. В том же году он получает инвалидность, но продолжает работать и становится директором главного книжного магазина в Ереване. Егише Маргарян скончался в 1954 году, что стало настоящим ударом для его дочери. После смерти отца у Ачик осталась парализованная мать, за которой она ухаживала 6 лет.
В конце 1950-х годов Аршалуйс знакомится с аспирантом исторического факультета ЕГУ Петром Антоновичем Кокинос. Бежав вместе с семьей из западной Армении во время геноцида армян 1915 года, тогда еще Хачик Кокаян вырос в Афинах, выучился на стоматолога и фотографа-ретушера. С юных лет, веря в коммунистические идеалы, он становится главным редактором армянской газеты «Глас Народа», издаваемой в Греции. Позже он приезжает в Москву, где работает в Исполкоме Коминтерна. В 1938 году Петра Кокинос арестовали, и он провел в лагерях ГУЛАГа 17 лет. Вернувшись в Ереван, П.Кокинос поступает в аспирантуру истфака ЕГУ, где и знакомится с Ачик. В 1967 году они поженились и у них родилась дочь Анна.
Аршалуйс Егишеевна Маргарян выпустила сотни, а может и тысячи студентов, написала несколько монографий, среди которых такие, как «Мариэтта Шагинян. Творческий путь» (1956), «А. Ширванзаде и русская литература» (1960) и другие, множество научных статей, количество которых еще нуждается в подсчетах.
Прожив интересную научную, творческую и личную жизнь, Аршалуйс Маргарян умерла за 2 дня до своего  63-летия, долго болея и так и не увидев ни одну из своих трех внучек. Она похоронена в Ереване, на кладбище Тохмах Гёл, 13 июля 1987 года — в день своего рождения.

## Карьера
С 1942 по 1946 год Аршалуйс Маргарян училась на филологическом факультете Ереванского государственного университета им. Молотова. Окончив ЕГУ в 1946 году, работала преподавателем русского языка и литературы в Ереванском Артиллерийском подготовительном училище и в средней школе № 55 (1947—1949).
В 1949 году Министерство просвещения Армянской ССР направило А. Маргарян в Ленинград для поступления в аспирантуру. В том же году она была принята в аспирантуру Института русской литературы Академии Наук СССР (Пушкинский дом АН СССР). Параллельно с учебой читала лекции на литературные темы на фабриках и заводах Ленинграда, опубликовала ряд научных статей.
В июне 1953 года Маргарян досрочно защищает диссертацию по творчеству Мариэтты Шагинян. Её научным руководителем становится член-корреспондент АН СССР Павел Наумович Берков. Писательница лично присутствовала на защите и в дальнейшем между А. Маргарян и М. Шагинян завязались многолетние дружеские отношения. По итогам защиты было решено издать диссертацию книгой «Мариэтта Шагинян. Творческий путь». (Арм. гос. из-во, Ереван, 1956 год).
В том же 1953 году Маргарян возвращается в Ереван, получает назначение в Армянский государственный пединститут им. Х. Абовяна и в Русский государственный пединститут им. А. Жданова,где преподает советскую литературу.
Состояла в организации по распространению политических и общественных наук. Была членом команды ЕГУ по шахматам.
В 1963 году, будучи уже доцентом кафедры русской литературы Ереванского государственного пединститута русского и иностранных языков им. В. Я. Брюсова, А. Маргарян возвращается в Ленинград, в Пушкинский дом и начинает работу над докторской диссертацией, посвященной творческому пути Валерия Брюсова. Её научным руководителем продолжает оставаться П. Н. Берков.
В ноябре 1969 года переезжает из Еревана в Одессу из-за болезни мужа и становится доцентом кафедры истории русской литературы Одесского государственного университета им. И. И. Мечникова. Прожив там несколько лет, А. Маргарян возвращается в Ереван и продолжает преподавать в пединституте им. В. Я. Брюсова. Тяжело заболев, А. Маргарян вынуждена оставить преподавание, что, возможно, только усугубило её состояние.
Многие из студентов А. Е. Маргарян стали известными журналистами, литературоведами, преподавателями, деканами факультетов. Дочь и старшая внучка также занялись филологией.
После смерти А.Маргарян сохранился огромный архив её рукописей, научных работ, переписка с П. Н. Берковым, М. А. Шолоховым, М. С. Шагинян и другими литературными деятелями, личные письма и документы.